# Geschichtspark Si Thep

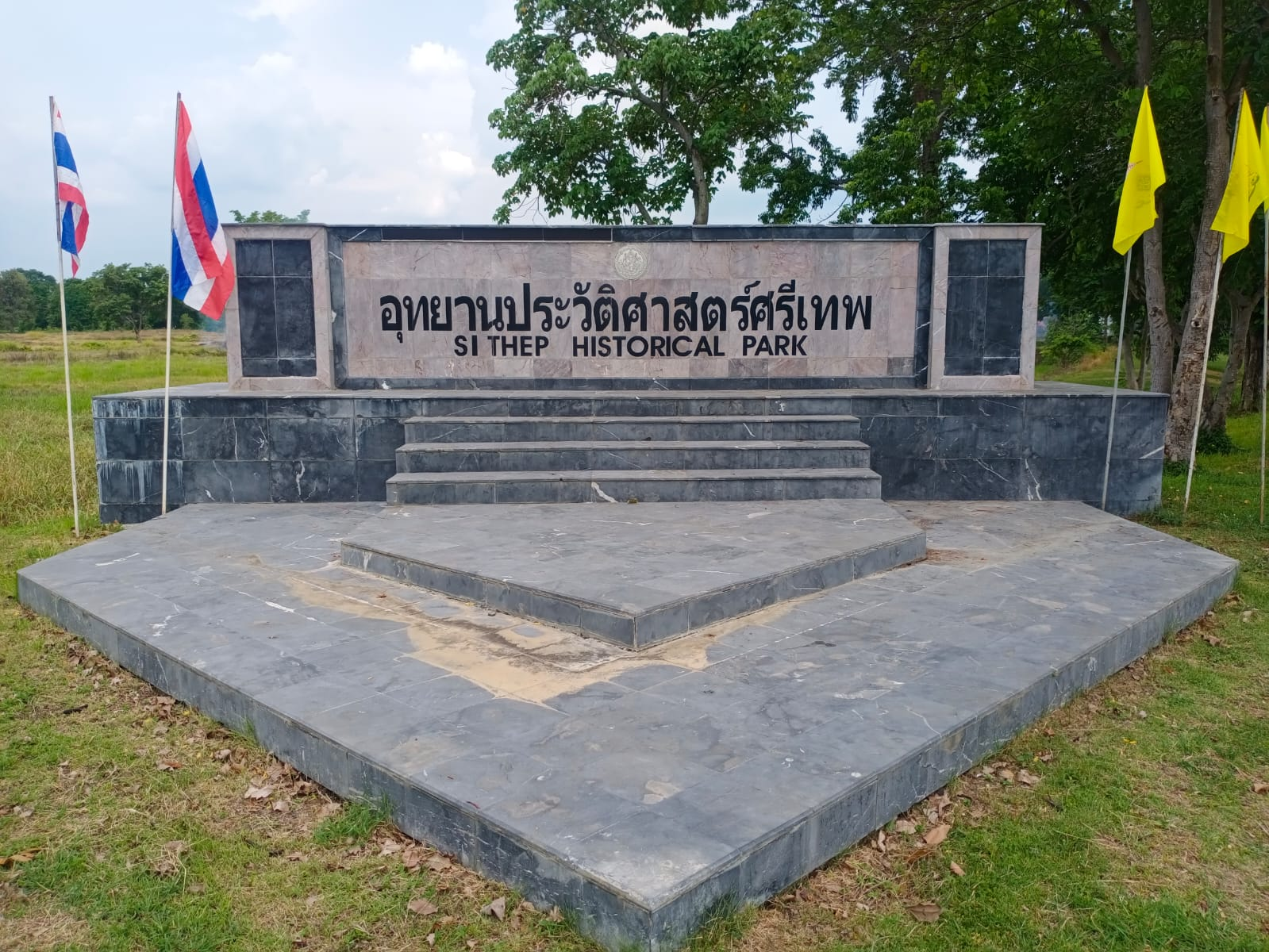
Einfahrt, Geschichtspark Si Thep

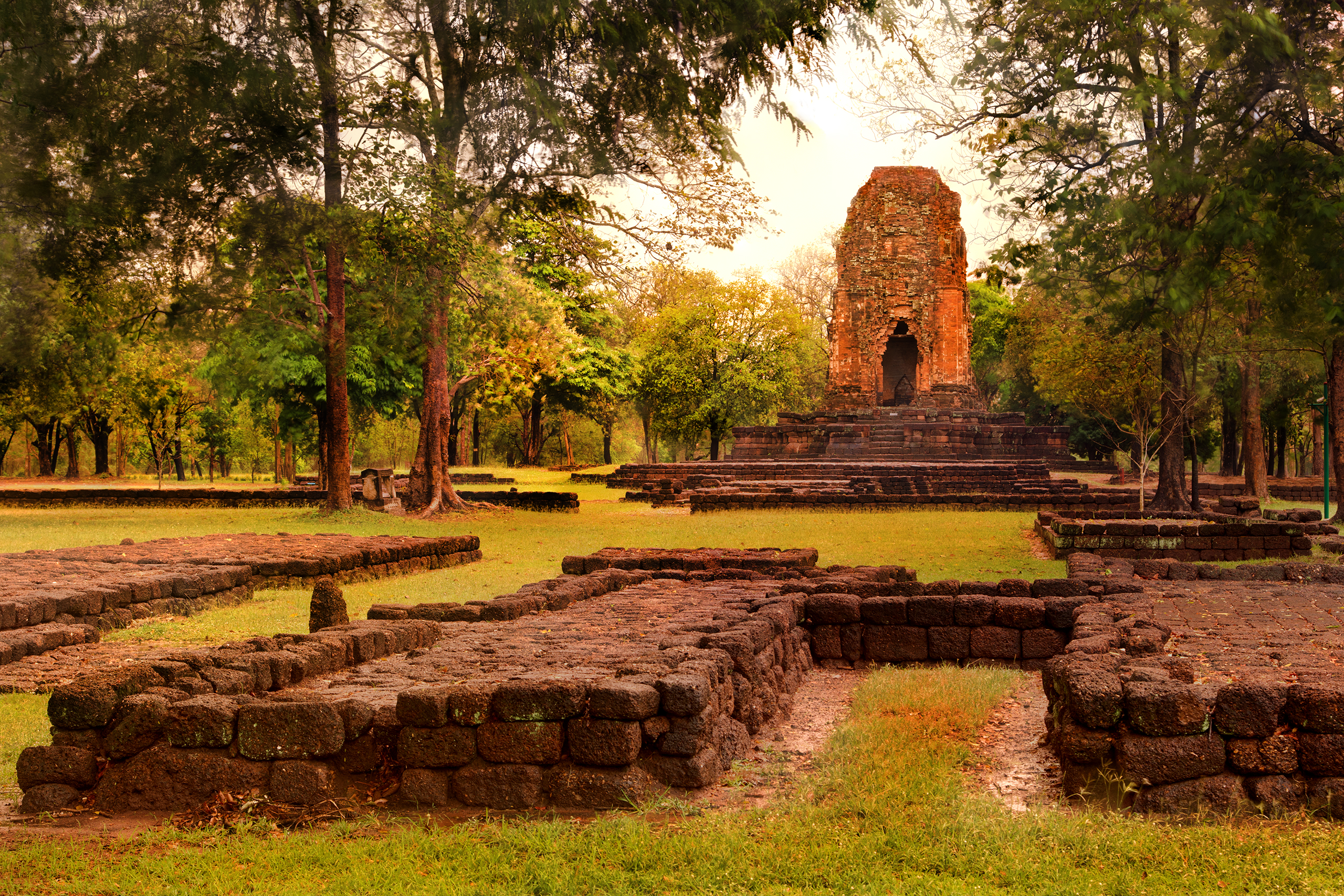
Prang Si Thep

Der Geschichtspark Si Thep (thailändisch อุทยานประวัติศาสตร์ศรีเทพ, RTGS Utthayan Prawattisat Si Thep, Aussprache: [ʔùttʰáʔjaːn pràwàttìsàːt sǐː tʰêːp]; englisch Si Thep Historical Park) umfasst die Ruinen und Grundmauern der Siedlung Si Thep (auch Sri Thep; Sanskrit: Śrī Deva, Thai: Mueang Si Thep) aus der Dvaravati- und Angkor-Zeit (5. bis 13. Jahrhundert) in der Nordregion von Thailand. Die Anlage wurde 2023 UNESCO-Weltkulturerbe.

## Lage und Beschreibung

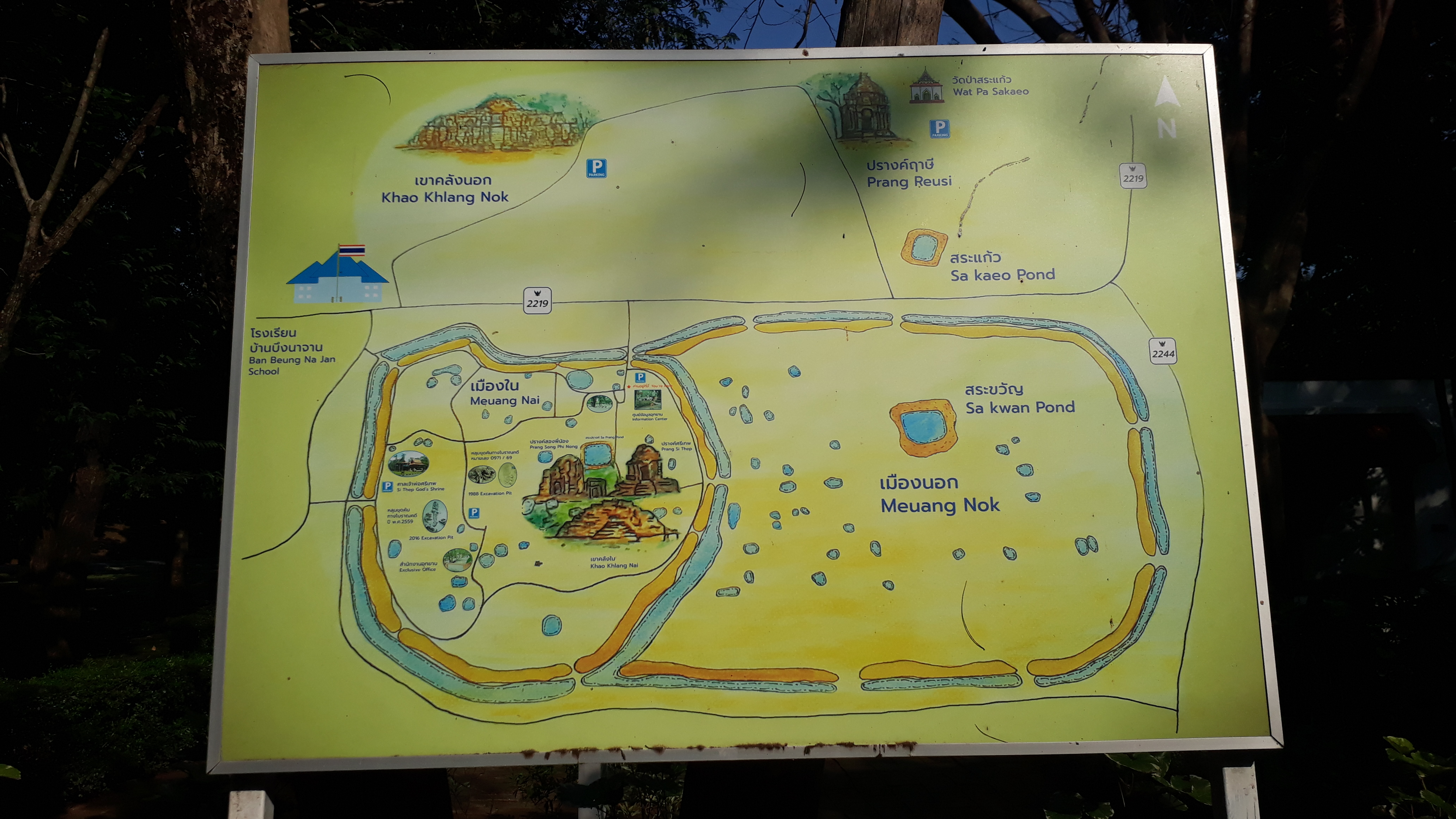
Parkplan, Geschichtspark Si Thep

Der Geschichtspark Si Thep liegt im Tal des Mae Nam Pa Sak (Pa-Sak-Fluss) im Landkreis (Amphoe) Si Thep der Provinz Phetchabun, etwa 240 Kilometer nördlich von Bangkok.
Bei Ausgrabungen wurden Überreste einer historischen Siedlung freigelegt. Diese bestanden aus zwei verbundenen Anlagen auf einer Grundfläche von etwa 4,7 km². Der westliche Teil wurde als die „innere Stadt“ (Mueang Nai) bezeichnet. Sie liegt auf einer Grundfläche von etwa 2,08 km², ist fast Kreisförmig und hat einen Durchmesser von etwa 1,5 km. Die Stadt war von einer Mauer mit davor liegendem Wassergraben umgeben. Die Historiker vermuten, dass in der Stadt etwa 70 kleine Wasserbecken verteilt waren. In diesem Teil der Anlage stehen drei Bauwerke: der Prang Si Thep, der Prang Song Phi Nong und das Khao Klang Nai Monument, sowie etwa 45 kleinere archäologische Objekte.
An der östlichen Seite von Mueang Nai wurde auf einer Grundfläche von etwa 2,54 km² die „äußere Stadt“ (Mueang Nok) angebaut. Das Gelände hat eine rechteckige Form, mit an der Ostseite abgerundeten Ecken. Wieder wurde das Stadtgebiet mit Mauer und Wassergraben versehen. Etwa 30 kleine Wasserbecken und 54 archäologische Objekte wurden gefunden. In diesem Teil der Anlage sind keine Bauwerke erhalten geblieben. Durch Plünderungen und Wiederverwenden von Steinen für anderweitige Restaurierungen blieben nur noch Trümmer zurück.
Außerhalb des durch Mauern geschützten Stadtgebietes (dem heutigen Geschichtspark) werden noch etwa 50 archäologische Stätten unterhalten. Bemerkenswert ist das Khao-Khlang-Nok-Monument und der Prang Ruesi. Weit entfernt von diesen Anlagen liegt die Thamorat-Höhle.

## Geschichte
Die historische Stadt Si Thep wurde wahrscheinlich bereits im 5. Jahrhundert gegründet. Die vorherrschende Religion in dem Stadtstaat war den archäologischen Zeugnissen zufolge der Hinduismus. Es ist aber auch ein signifikanter buddhistischer Einfluss dokumentiert. Die in Si Thep gefundenen Skulpturen kommen indischen Vorbildern näher als die aller anderer Fundstätten aus dieser Zeit in Südostasien. Dieser Fakt hat zur Aufwerfung der These geführt, das Si Thep von indischen Kolonisten gegründet wurde.
Das Gemeinwesen stand wahrscheinlich in engem Kontakt zu den Mon-Stadtstaaten der Dvaravati-Kultur im heutigen Zentralthailand wie auch zu Chenla, dessen Zentrum im heutigen Kambodscha lag, beziehungsweise dem späteren Reich der Khmer. Einer bislang unbewiesenen und von anderen Autoren bestrittenen Theorie der Historikerin Dhida Saraya (ธิดา สาระยา) zufolge ist Si Thep identisch mit der Hauptstadt Cānāśapura des Staats Śri Canāśa, der in einer Inschrift in Mueang Sema erwähnt wird. Der auf Südostasien spezialisierte Kunsthistoriker Hiram Woodward schlägt dagegen vor, eine Verbindung zwischen Si Thep und dem in chinesischen Quellen beschriebenen Reich Wendan oder „Land-Zhenla“ zu ziehen.
Die Fundstücke aus Si Thep können grob in drei Phasen eingeteilt werden. Die erste Phase wird als die „indische“ bezeichnet, die Skulpturen aus dem 5. bis 7. Jahrhundert ähneln sehr ihren indischen Vorbildern und zeigen vorwiegend hinduistische Motive. Der britische Orientalist H.G. Quaritch Wales (1900–1981) vermutete, dass Si Thep in dieser Zeit zum Einflussbereich Funans gehörte. Es schließt sich eine Epoche vom 7. oder 8. bis 11. Jahrhundert an, in der die Kunst große Ähnlichkeit mit der Dvaravatis zeigt. Dieser Epoche werden die meisten buddhistischen Fundstücke zugeordnet, zur gleichen Zeit wurde aber auch weiterhin hinduistische Kunst geschaffen. Etwa im 11. Jahrhundert wurde Si Thep dem hinduistischen Khmer-Reich von Angkor einverleibt, in dem es bis zum 13. Jahrhundert als ein wichtiges Zentrum diente. Später wurde die Stadt aufgegeben und dem Dschungel überlassen.

## Entdeckung und Forschungsgeschichte
1904 entdeckte der Amateurhistoriker Prinz Damrong Rajanubhab in den Aufzeichnungen von Ayutthaya und Rattanakosin Einträge über eine historische Stadt, die Si Thep benannt wurde. Seine Erkundigungen blieben erfolglos, niemand kannte diese Stadt. Durch seine Nachforschungen kam er zum Schluss, dass Si Thep zwischen Mueang Chai Badan und Mueang Phetchabun liegen müsste. So unternahm er 1905 eine offizielle Reise in den damaligen Monthon Phitsanulok. Schließlich fand er eine Ruinenstadt, die jedoch von den Dorfbewohnern Mueang Aphai Sali genannt wurde und viel älter schien als die, die Prinz Damrong zu finden hoffte. Gespräche mit Regierungsbeamten im nahen Wichian Buri bestätigten seine Vermutung. Er brachte in Erfahrung, dass Wichian Buri früher Si Thep benannt wurde. Er glaubte, dass die von ihm gesuchte Stadt an der Stelle von Wichian Buri lag. Archäologische Beweise fand er jedoch nicht. Der Prinz vernahm, dass in der Stadt als Wichian Buri noch als Si Thep benannt wurde, ein Gouverneur mit dem Titel Phra Si Thamorat amtierte. Der Name hatte eine Verbindung zum Berg Khao Tha Mo Rat der in der Nähe der Ruinen Stadt liegt. Der Prinz war sicher, dass die gefundene Ruinenstadt die gesuchte historische Stadt Si Thep war.
Nach der Wiederentdeckung im Jahre 1905 durch Prinz Damrong Rajanubhab wurden erst im Jahre 1935 durch H.G. Quaritch Wales großangelegte Grabungen durchgeführt. Er konnte den ovalen Grundriss der Stadt mit Stadtmauern und Wassergräben rekonstruieren. Mehrere Tore führten in die Stadt, die fünf Tempel mit Terrassen und Wasserbecken enthielt. Bei den Ausgrabungen wurden neben zahlreichen Skulpturen aus der Dvaravati-Zeit auch mehrere Standbilder der Hindu-Götter Vishnu, Krishna und Surya gefunden, die sich heute im Nationalmuseum Bangkok befinden. In einer Höhle im (Berg) Khao Tha Mo Rat wurden in die Wände gehauene Skulpturen gefunden.
Die Fundstätte Si Thep gibt Archäologen, Historikern und Kunsthistorikern zahlreiche Fragen und Rätsel auf. Diverse Theorien zu ihr werden teils kontrovers diskutiert. Fraglich ist unter anderem, warum eine anscheinend so wichtige Stadt so abgelegen von den Überresten anderer Siedlungen aus derselben Zeit liegt, zu welcher politischen Einheit sie gehörte, welcher Ethnie seine Bewohner angehörten und wie die Zeugnisse hinduistischer und buddhistischer Kunst zusammenpassen.
Eine trennscharfe Einteilung in buddhistischen Dvaravati-Stil und hinduistischen Khmer-Stil kann nicht getroffen werden. Die hinduistischen Darstellungen in Si Thep sind von einer Synthese von Khmer-, Dvaravati- und Srivijaya-Stil beeinflusst (obwohl Dvaravati und Srivijaya eigentlich buddhistisch waren). Andererseits gibt es auch Buddhastatuen, die diesem Stilmix folgen, der zunächst als typisch für die hinduistische Kunst Si Theps galt, und sogar Bodhisattva-Darstellungen, die überwiegend dem (eigentlich hinduistischen) Khmer-Stil folgen.

## Sehenswürdigkeiten
In der Mueang Nai:

### Prang Si Thep

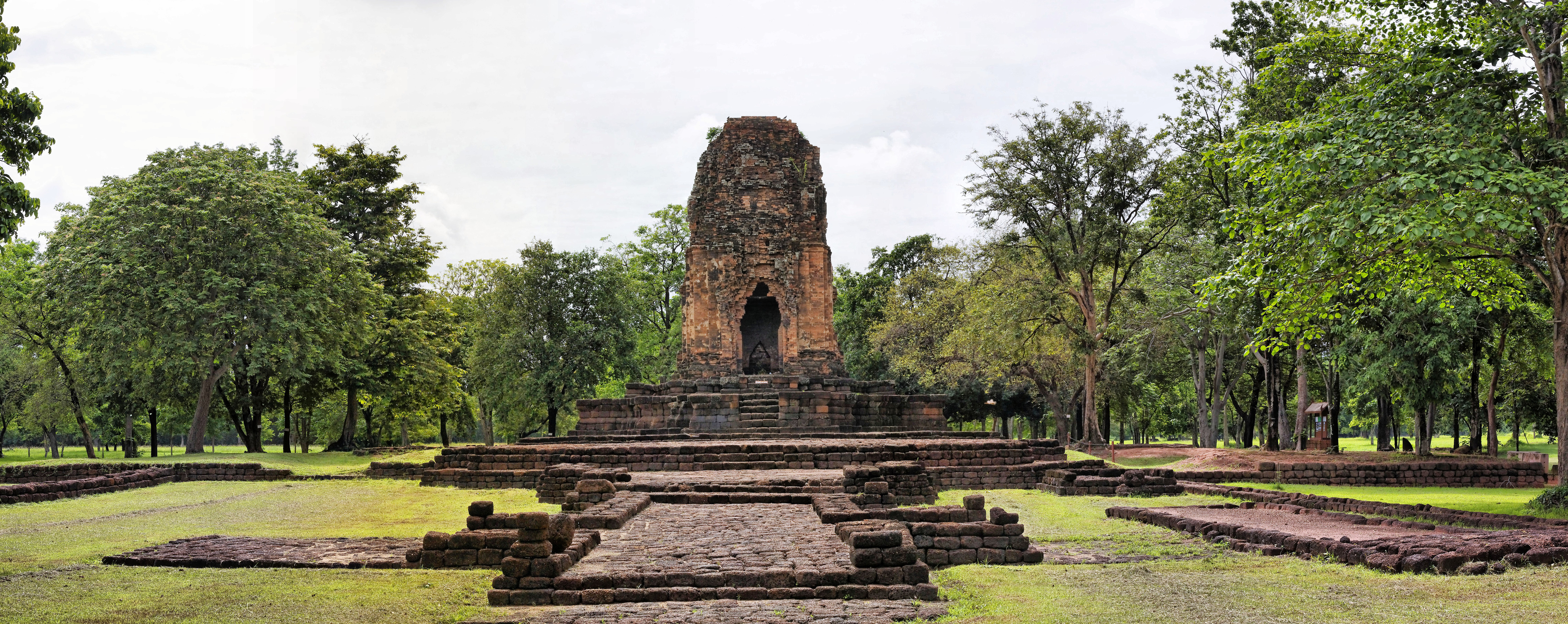
Panorama von Prang Si Thep

Der Prang Si Thep hat einen quadratischen Grundriss. Der Turm besteht aus Backsteinen und wurde auf einem etwa 1 Meter hohen Sockel aus Laterit erbaut. Er wurde mit einem lotusförmigen Oberteil aus Sandstein verziert, welches jedoch abgefallen ist. Auf der Westseite ist ein Eingang. Die Eingänge der anderen Seiten waren nur Attrappen. Der Turm war ursprünglich ein hinduistisches Heiligtum, welches zur Zeit von König Jayavarman VII.
an den Mahayana-buddhistischen Kult angepasst wurde. Dies zeigt sich an der Dekoration zweier gefundenen Stürze. Weitere Spuren sind ein unvollendetes Antefix. Die Arbeiten wurden offensichtlich vor der Aufgabe der Stadt abgebrochen. Der Turm wurde um das 11. bis 12. Jahrhundert errichtet.

### Prang Song Phi Nong

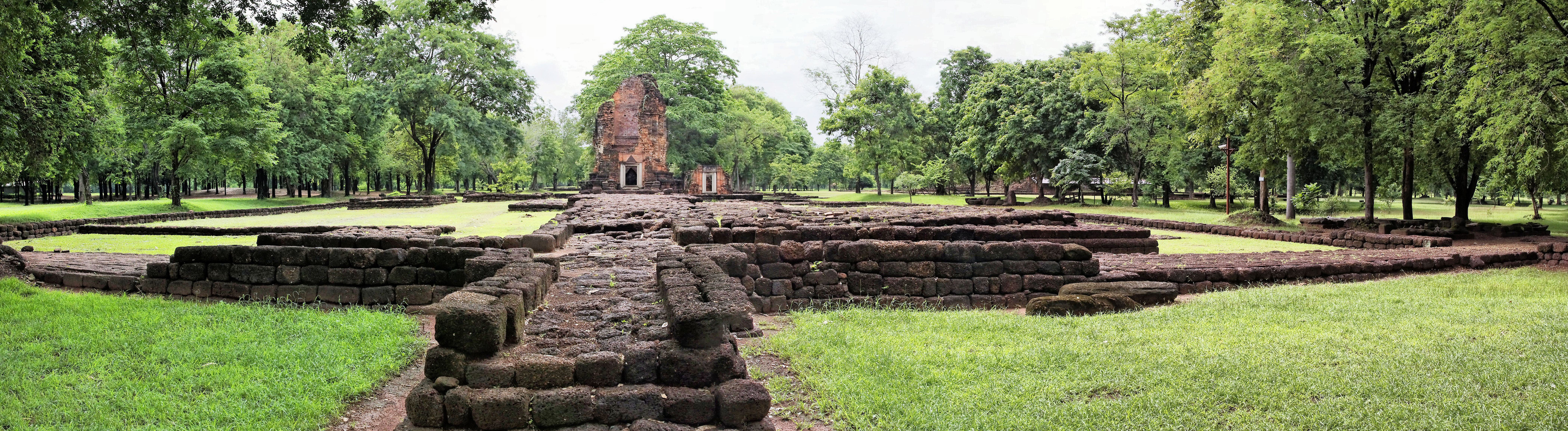
Panorama von Prang Song Phi Nong

Der Prang Song Phi Nong besteht aus zwei Türmen. Einem großen und einem kleinen. Der Name in Thai bedeutet: Prang = Turm, Song = 2, Phi = großer Bruder oder große Schwester, Nong = kleiner Bruder oder kleine Schwester. Die Türme sind in der Khmer Epoche, im 12. Jahrhundert erstellt worden.
Beide Backsteintürme stehen auf demselben etwa 1 Meter hohen Podest aus Laterit. Der nach Westen ausgerichtete Turm Phi ist etwa 7 Meter hoch. Er besteht aus einem quadratischen Raum in dem einst eine heilige Figur stand. Die Wände weisen dreieckige Nischen auf, in die Kerzen oder religiöse Statuen gestellt wurden. Südlich des Turms Phi steht Turm Nong. Dieser Turm war bis auf die Grundmauern fast vollständig zerstört. Unter Verwendung vorhandener Baumaterialien und dem einzigen, unbeschädigt gefundenen Sturz, wurde durch das Department of Fine Arts of Thailand Turm Nong zur heutigen Form rekonstruiert.

### Khao Klang Nai

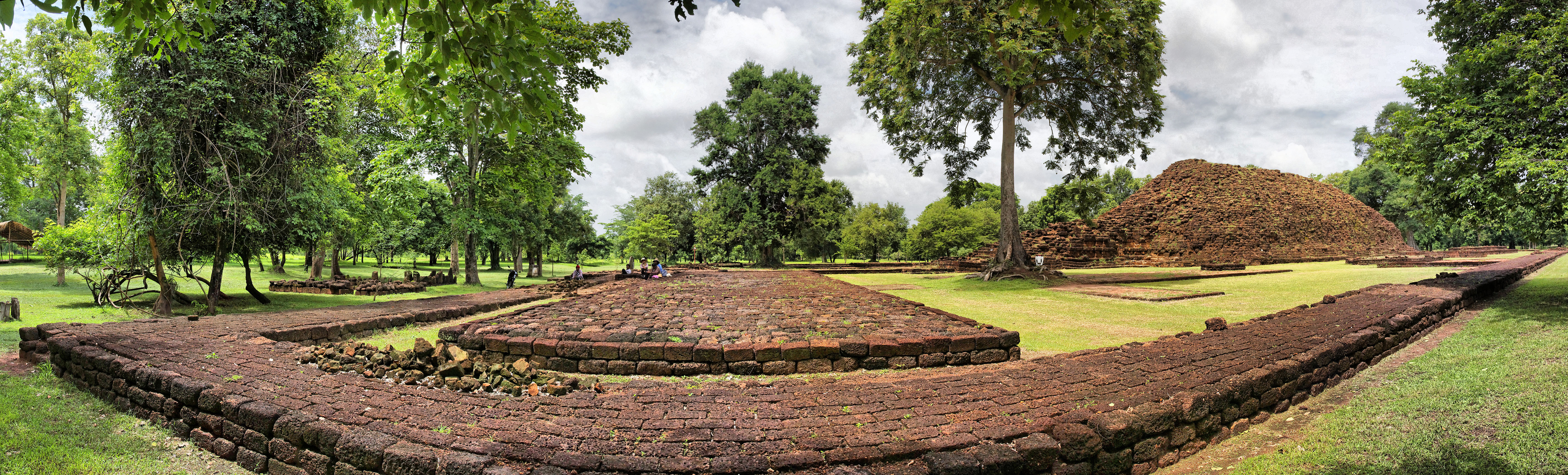
Panorama von Khao Khlang Nai

Das Khao Klang Nai Monument ist nach Osten ausgerichtet. Es hat eine rechteckige Form, mit etwa folgenden Maßen: Länge 44,5 Meter, Breite 28,5 Meter. Höhe 12 Meter. Es besteht aus Laterit. Khao Klang Nai wird als buddhistische Stupa der Dvaravati-Epoche zugeordnet. Allfällige Strukturen oder Verzierungen an diesem Monument sind kaum mehr erkennbar. Lediglich auf der Westseite ist zu sehen, dass der Sockelbereich mit Mörtel überdeckt wurde. Hier sind noch diverse Stuckarbeiten vorhanden. Die dargestellten Affen, Löwen, Elefanten, Büffel und Ganas-Zwerge sind Karyatiden oder Atlanten die das Monument beschützen oder stützen sollen. Entsprechend ihrem Stil wird die Entstehungszeit auf das 6. oder 7. Jahrhundert gelegt.

### Prähistorische Grabstätte

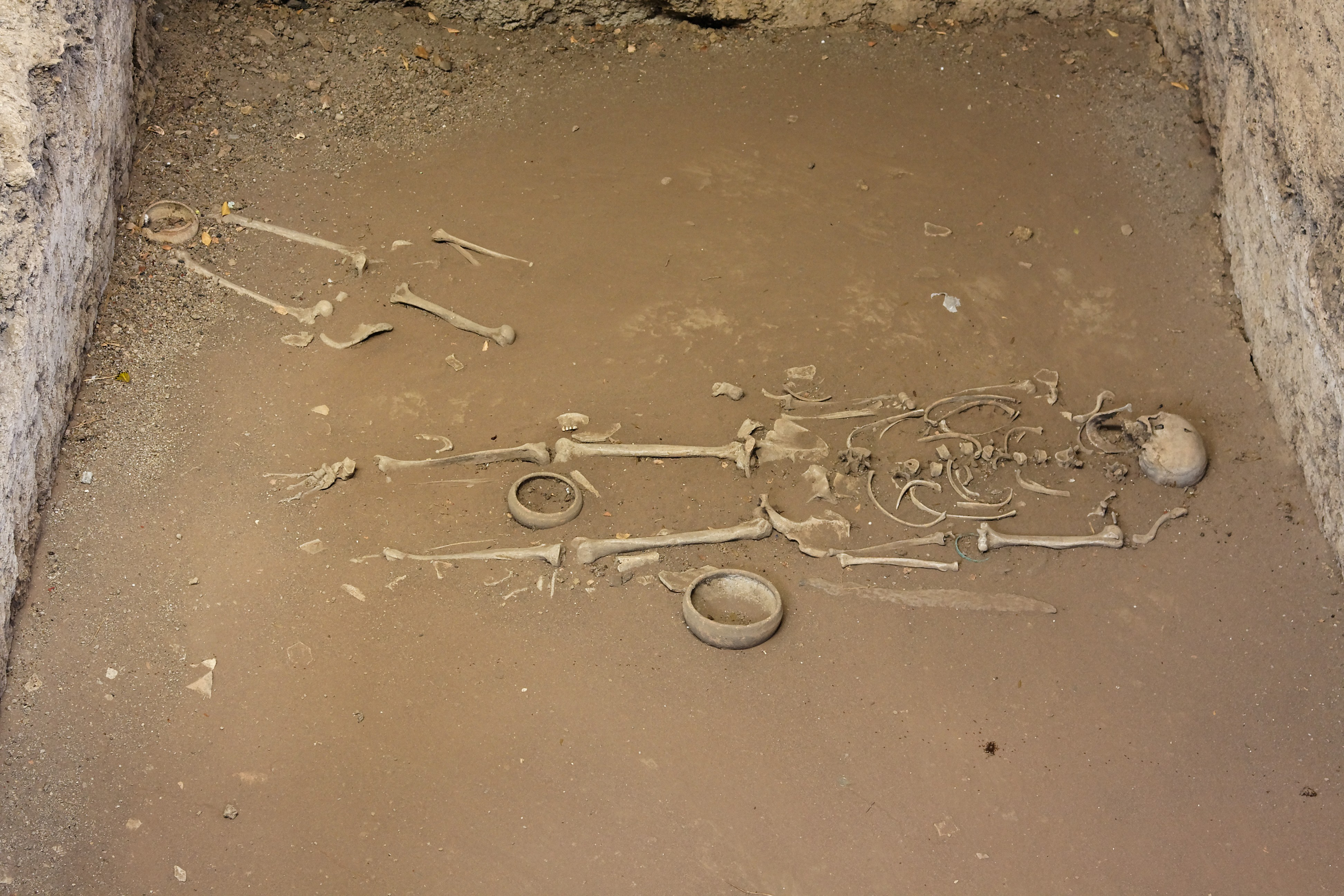
Grab mit Frauenskelett

Erst bei Ausgrabungen im Jahre 1988 fand man in einer Tiefe von 4 Metern fünf Skelette. Davon war ein weibliches Skelett vollständig erhalten. Es liegt auf dem Rücken und ist nach Norden ausgerichtet. Um den Hals trägt es eine Karneolkette, um den linken Ellbogen ein Armband aus Bronze und in der linken Hand ein Werkzeug aus Eisen. Es wurden auch irdene Perlen gefunden. Eine Radiokarbon-AMS-Datierung eines menschlichen Eckzahns ergab ein Alter von etwa 1.700 Jahren. Die Grabbeigaben belegen, dass das Gebiet bereits lange vor dem Aufstieg der Stadt Si Thep von Menschen besiedelt war.

### Parkmuseum

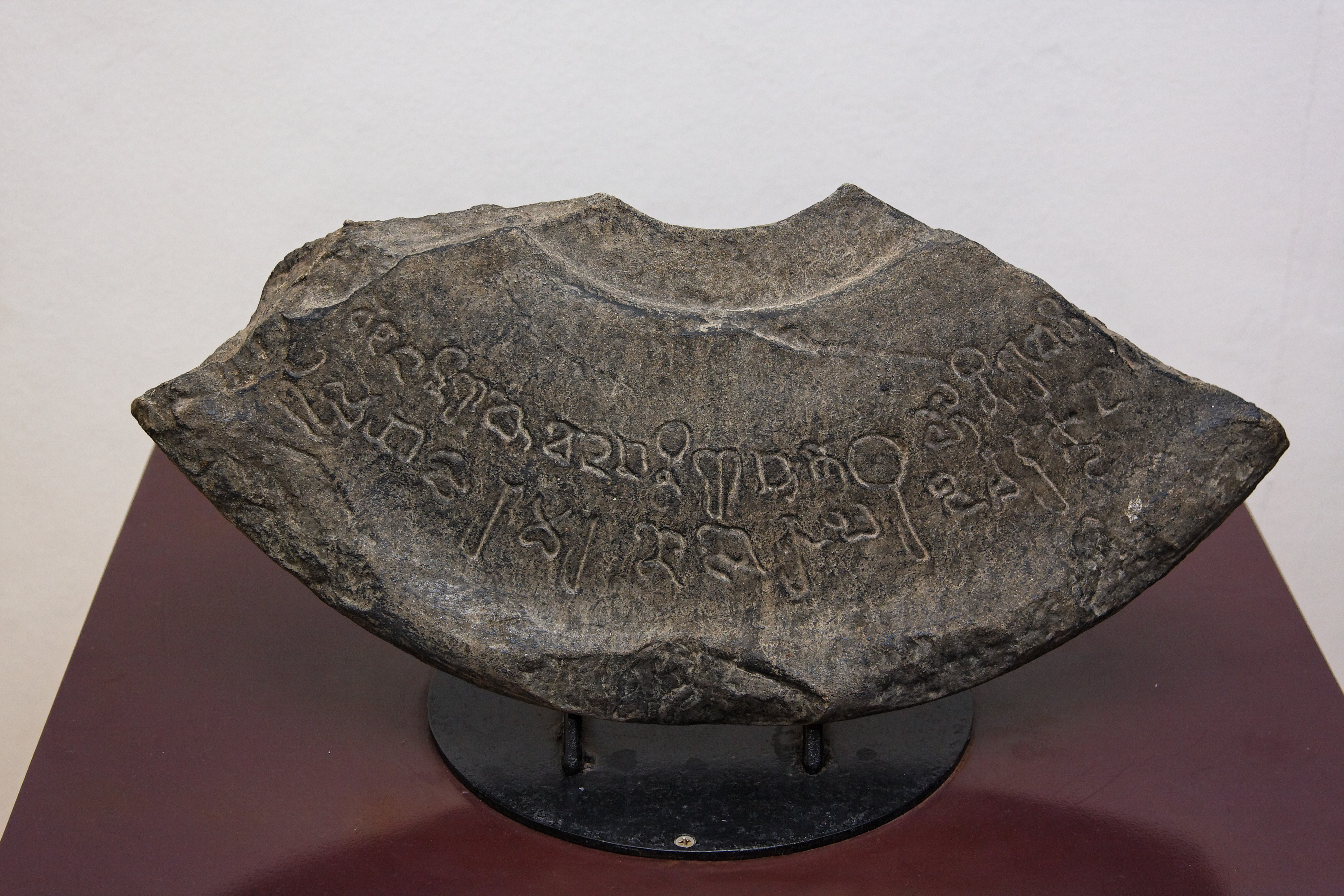
Parkmuseum, Pallava-Alphabet

Im Parkmuseum werden Statuen der hinduistischen Sonnengöttin Surya, buddhistische Dharmachakras und andere ausgegrabene Gegenstände gezeigt. Es handelt sich hierbei meist um Kopien, die Originale befinden sich im Nationalmuseum in Bangkok.
Außerhalb des Parks:

### Khao Khlang Nok

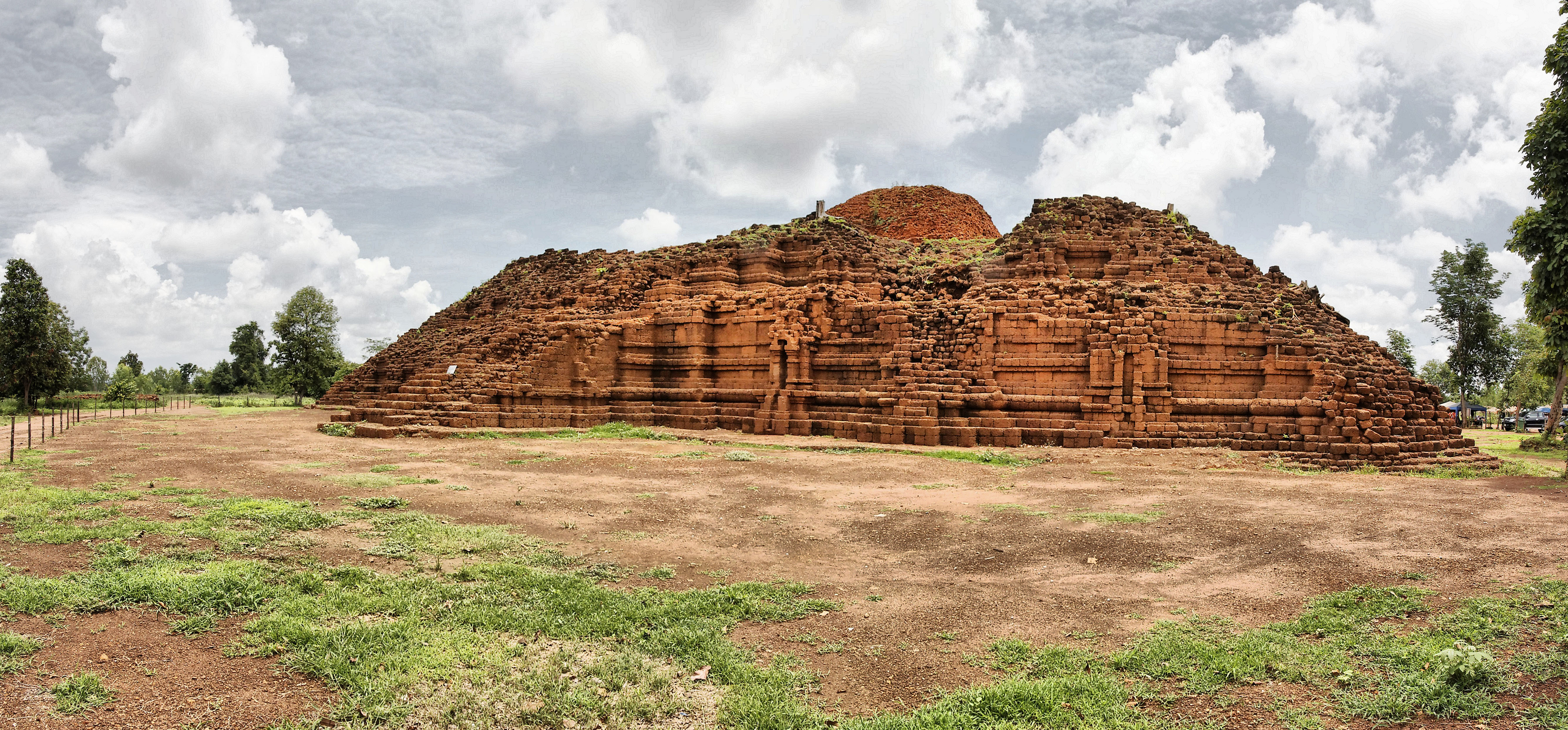
Panorama von Khao Khlang Nok

Das Khao Khlang Nok Monument liegt etwa 2 km nordwestlich der Mueang Nai beim (Dorf) Ban Sra Prue. Von dem ehemaligen Herrschergrab ist noch der quadratische Sockel aus Laterit von beeindruckenden 64 Metern und einer Höhe von 20 Metern vorhanden. In der Mitte des Plateaus wurde eine halbkugelförmige Stupa aufgemauert. Der Baustil wird dem Dvaravati-Buddhismus zugeordnet. Das Monument wurde um das 8. bis 9. Jahrhundert errichtet.

### Prang Ruesi

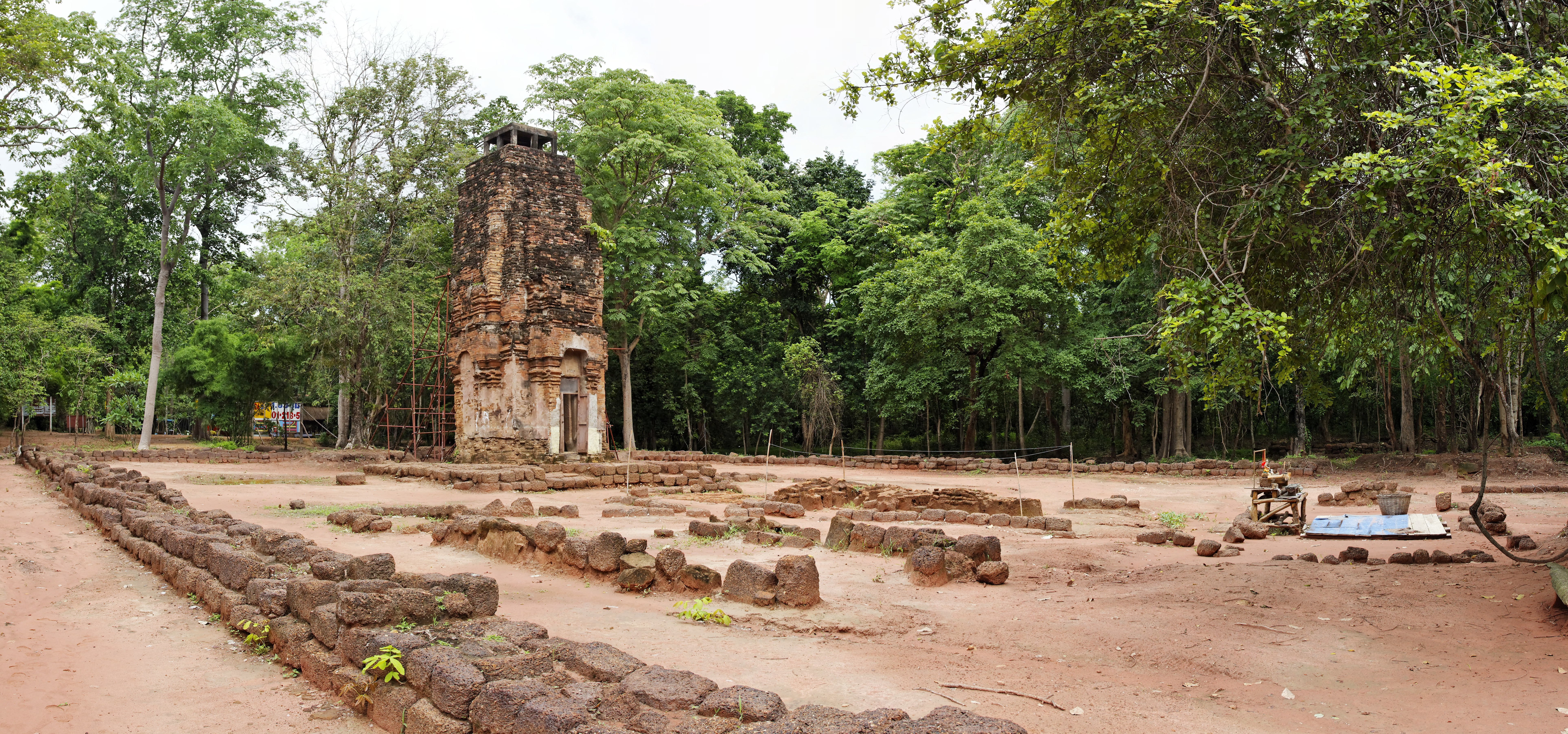
Panorama von Prang Ruesi

Der Prang Ruesi liegt etwa 2 km nordöstlich der Mueang Nai im Areal des (Tempel) Wat Pa Sra Kaew. Der Turm besteht aus Ziegeln und Laterit. Errichtet wurde er zur Zeit der Khmer, um das 11. Jahrhundert. Im Laufe seiner Geschichte wurde er mehrmals verändert. Zuletzt im Jahre 2009. Neben Prang Ruesi stand ein kleinerer Turm und weitere Gebäude, von diesen jedoch nur noch Überreste vorhanden sind.

### Höhlenkloster Khao Thamorrat
Das Höhlenkloster ist etwa 25 km in westlicher Richtung von der Mueang Nai entfernt. Nahe dem Gipfel des Khao Tha Mo Rat (560 m. ü. M.) befindet sich der Höhleneingang (auf 502 m. ü. M.). Mit einem ortskundigen Führer ist für die 1500 Meter lange Wegstrecke zum Höhleneingang mit etwa einer Stunde zu rechnen. Der Weg ist sehr steil, rutschig und nur für geübte Berggänger zu empfehlen.
In der Höhle sind in Steinmetzarbeit diverse buddhistische Mahayana-, Buddha- und Bodhisattva-Figuren, Stupas und Dharmachakras zu sehen. Die Buddha-Figuren wurden einst ihrer Köpfe beraubt, diese wurden jedoch wieder zurückgebracht. Seither ruhen nun die Originale im Nationalmuseum in Bangkok. Es wurden Kopien der Köpfe angefertigt die im Museum des Geschichtsparks ausgestellt sind.

## Eindrücke aus dem Geschichtspark

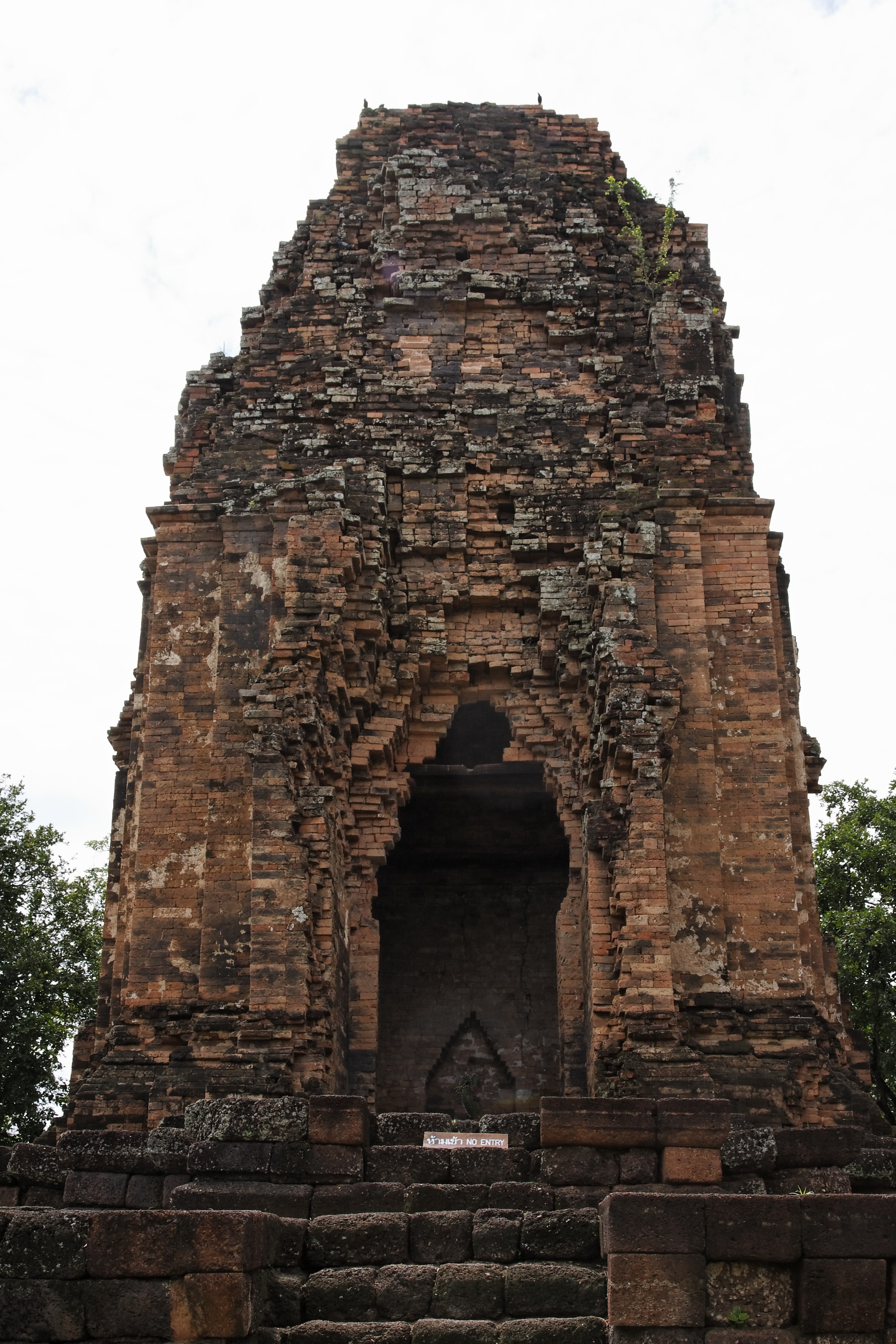
Prang Si Thep
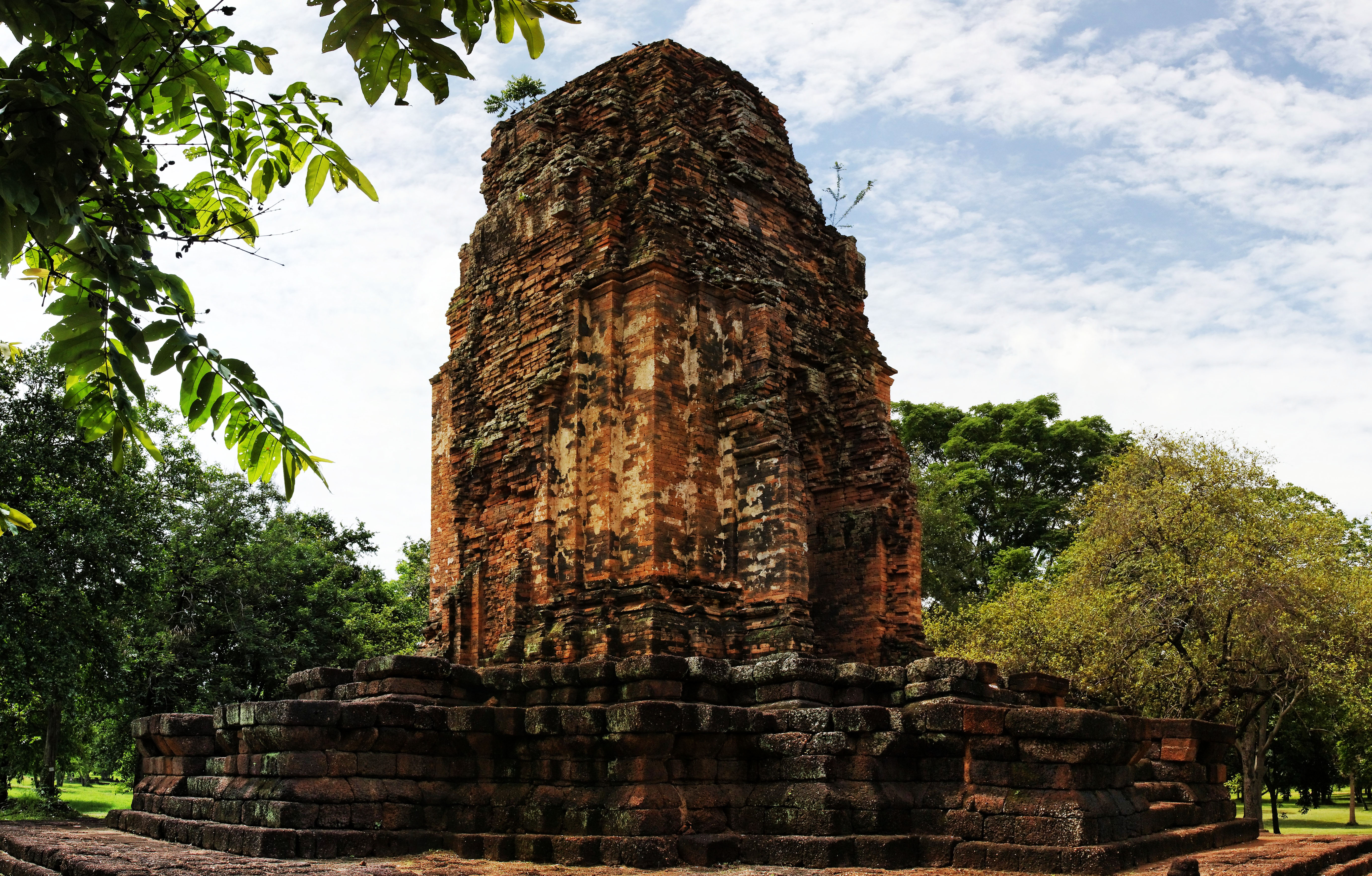
Prang Si Thep
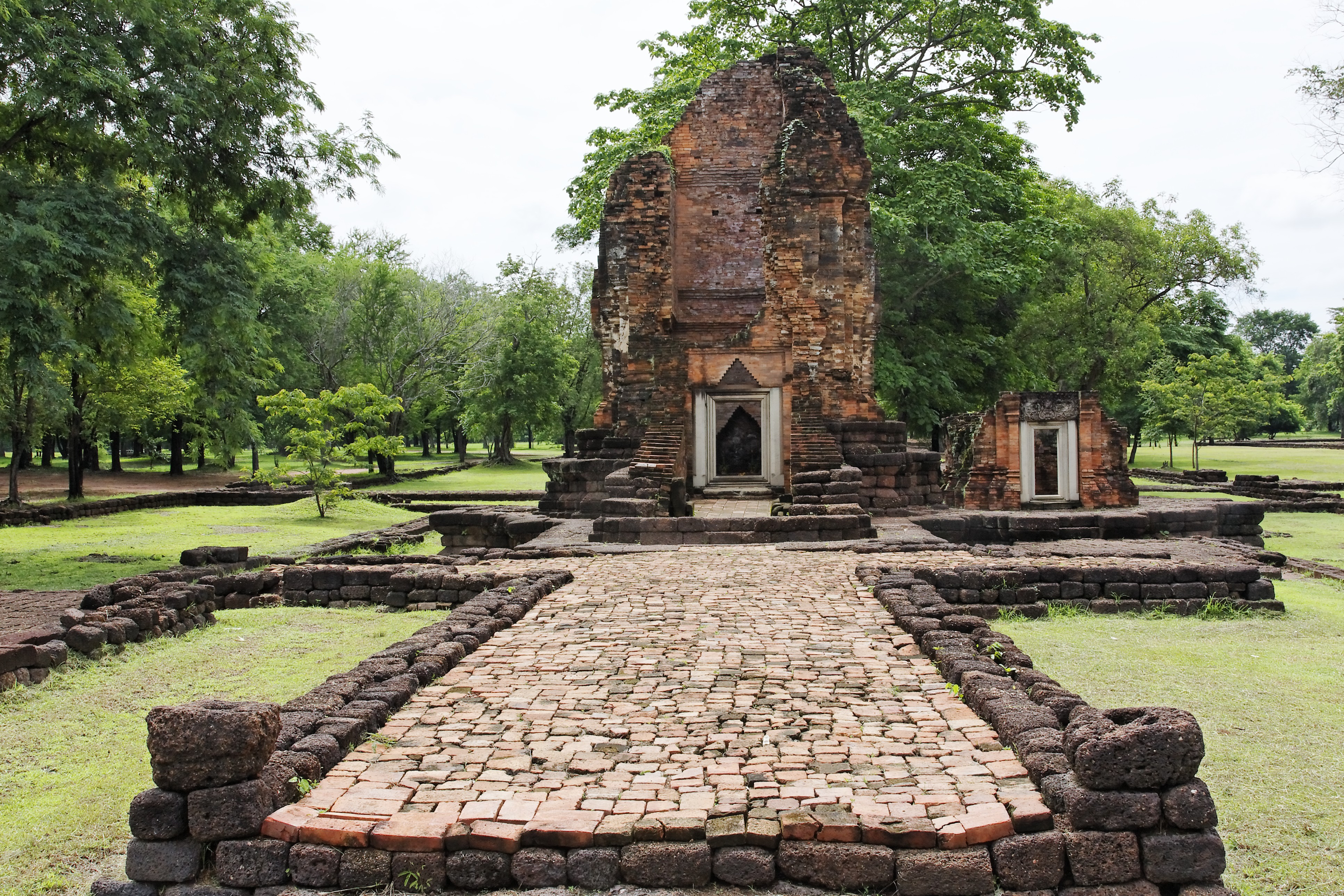
Prang Song Phi Nong
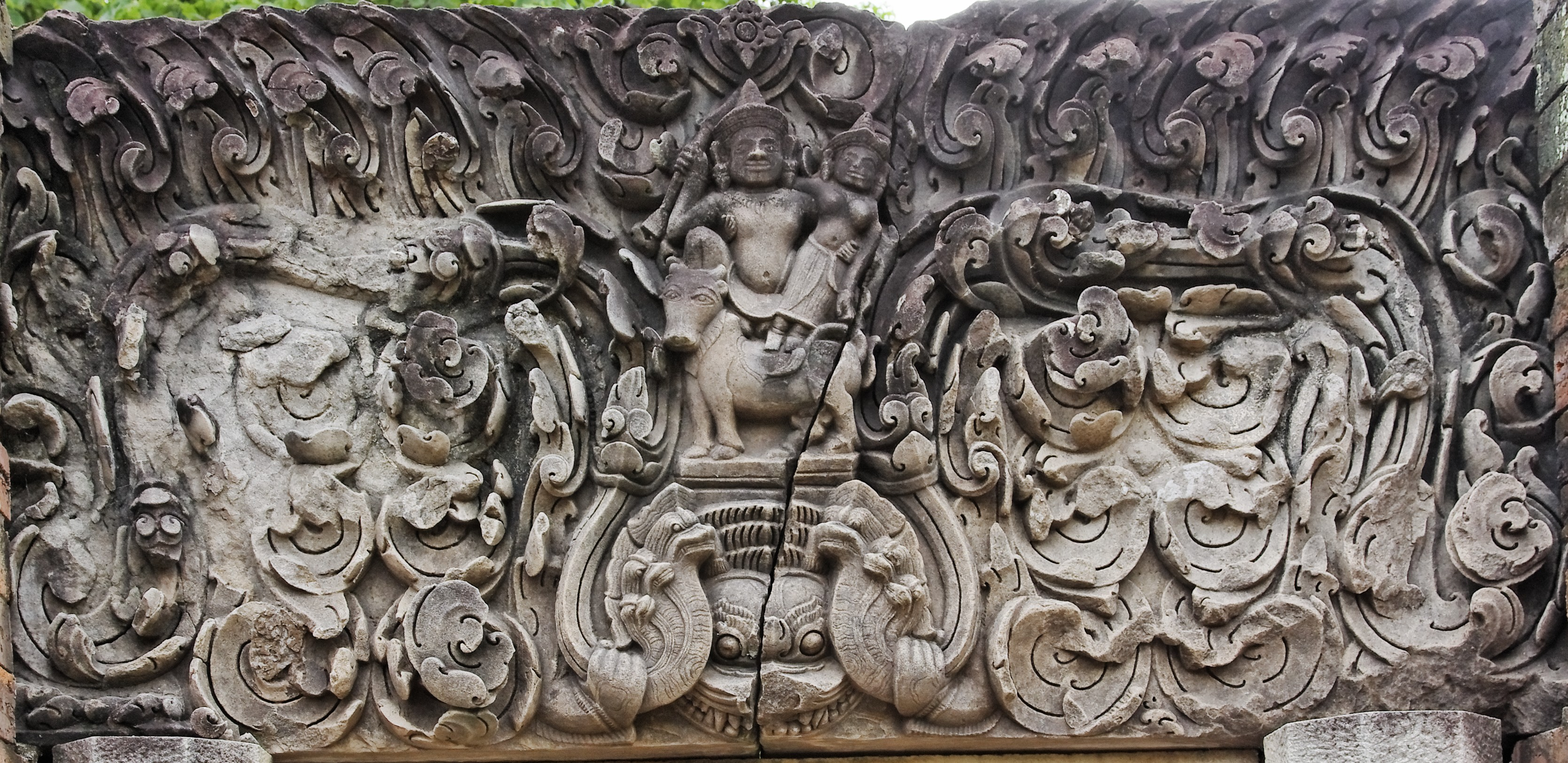
Türsturz des Prang Nong
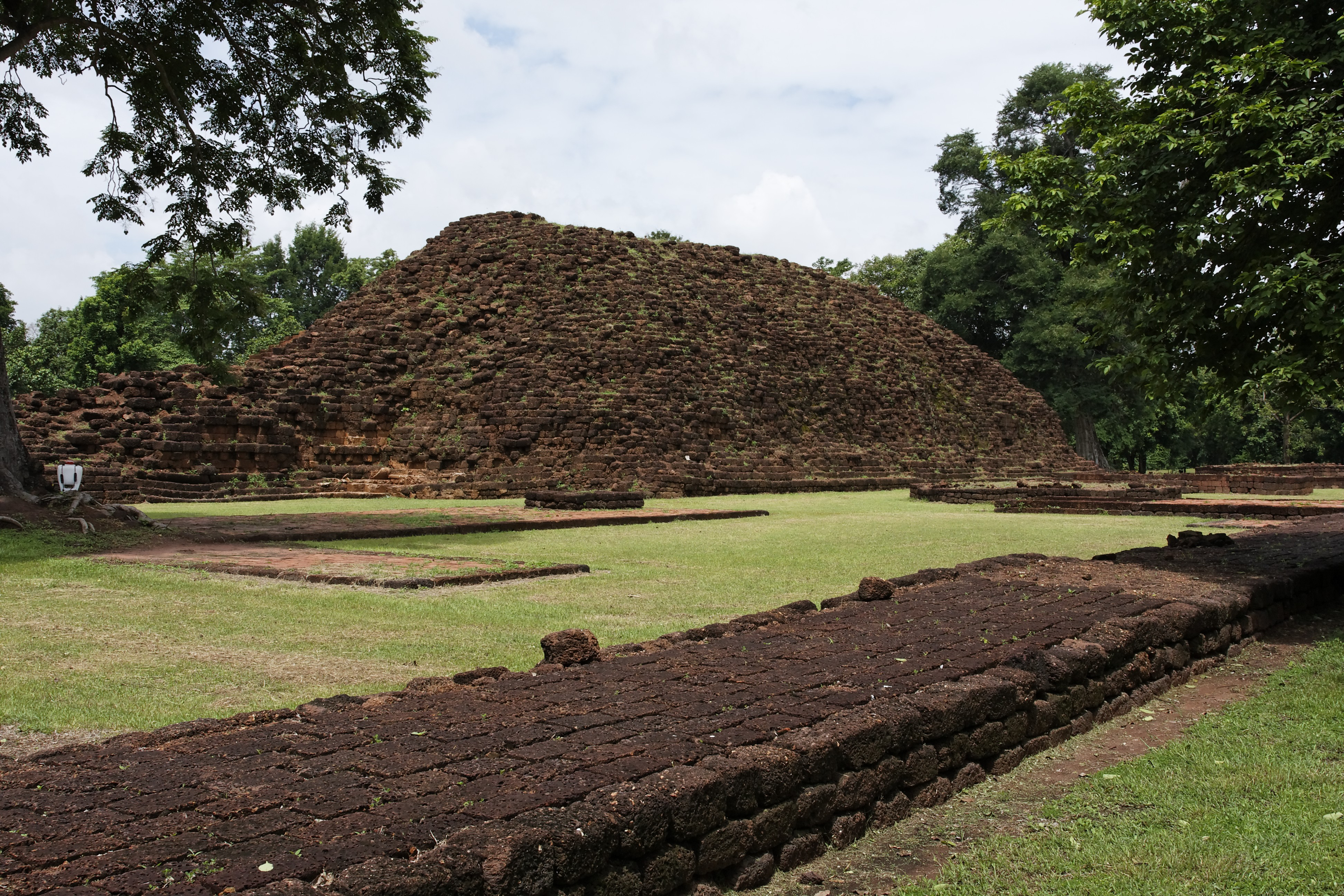
Khao Khlang Nai
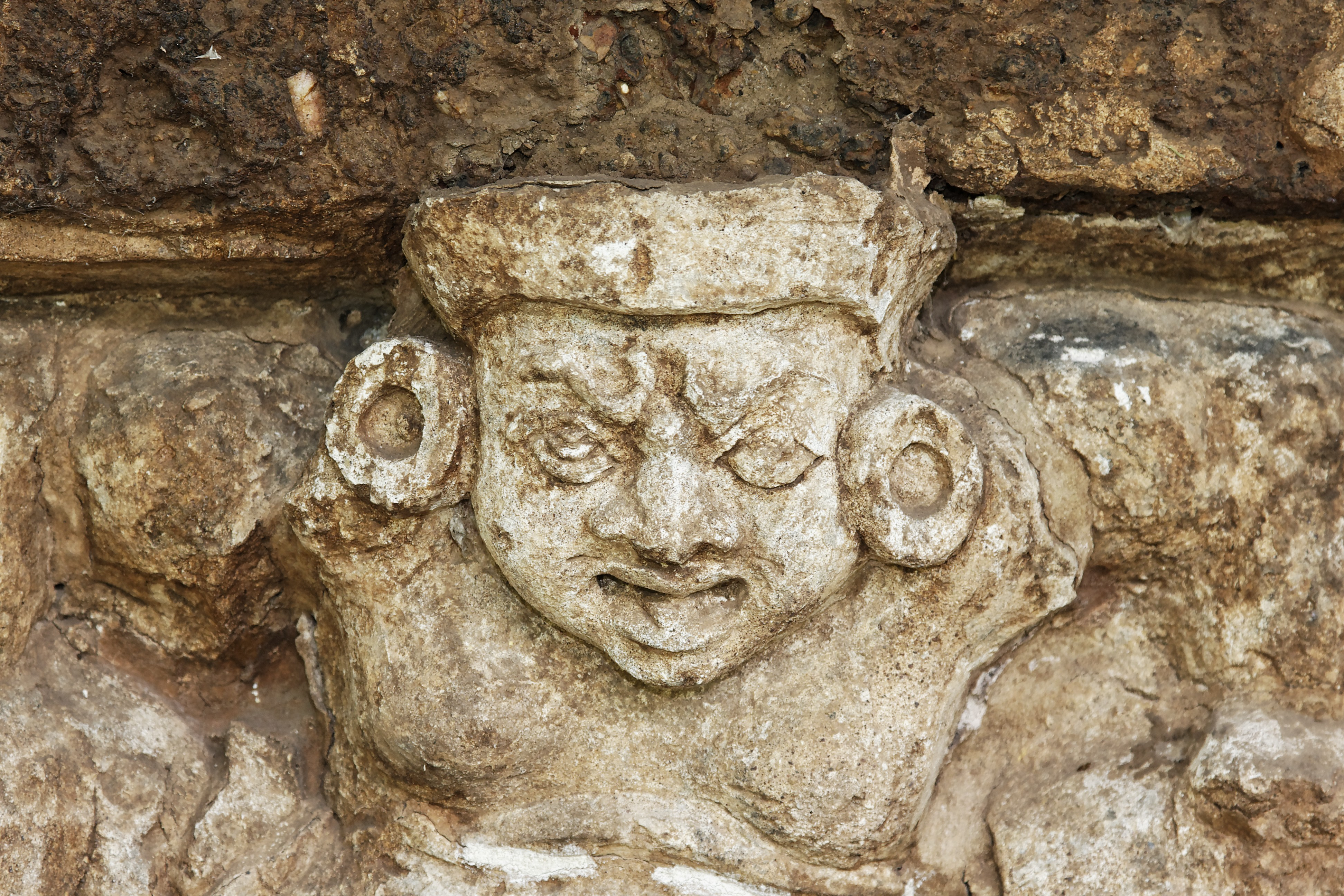
Stuck, Ganas Zwerg am Sockel von Khao Khlang Nai
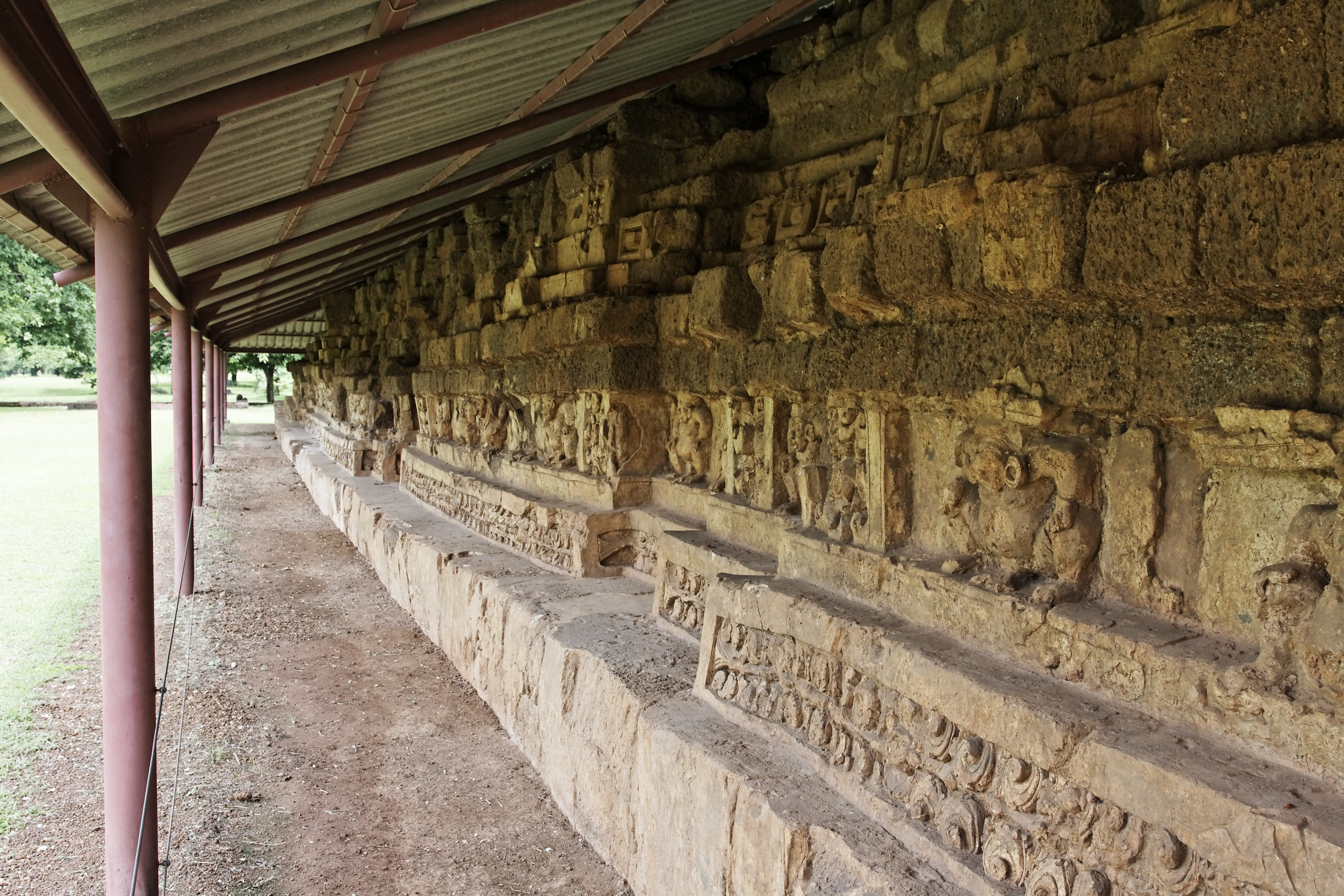
Wetterschutz für die Stucks am Khao Khlang Nai
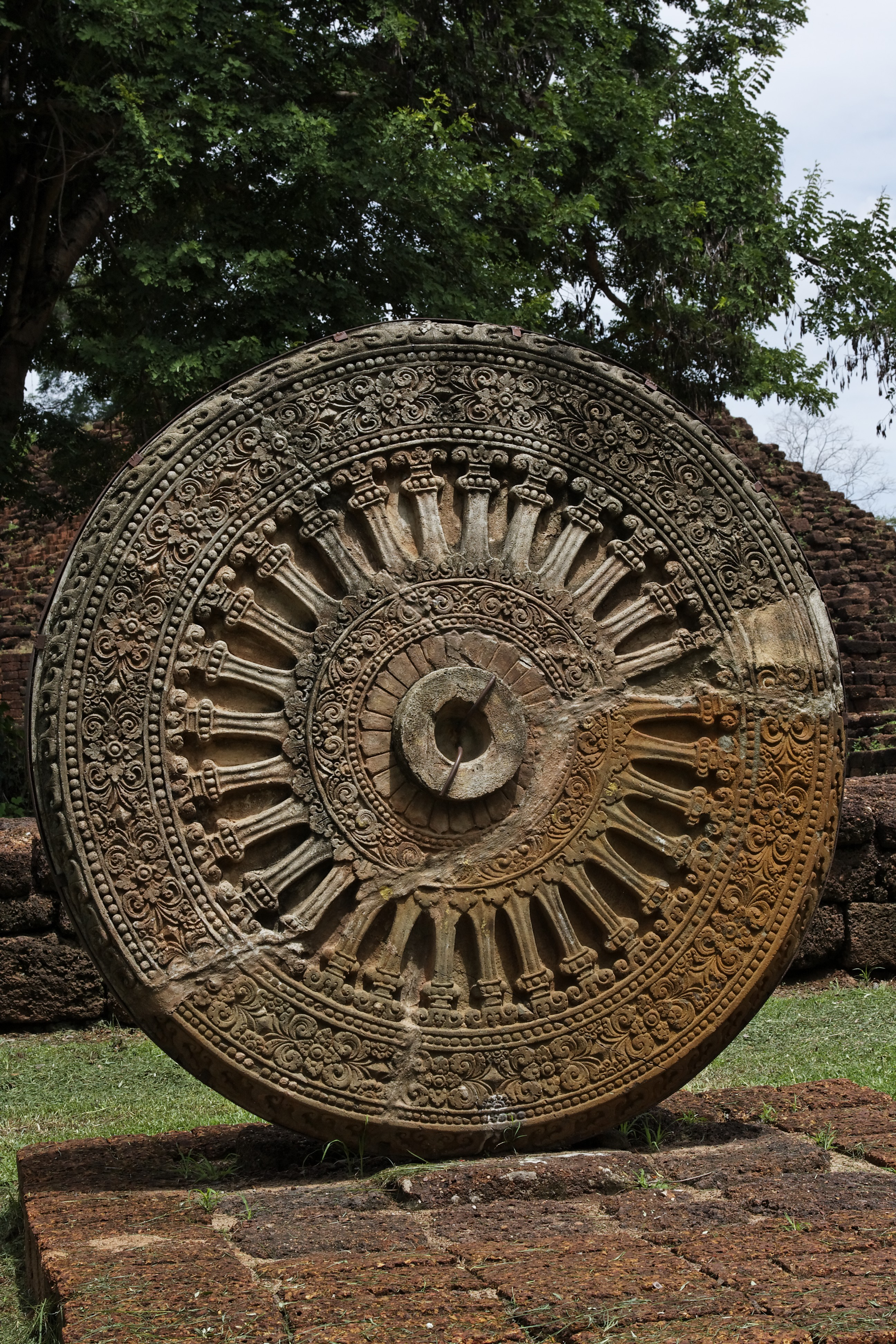
Dharmachakra („Gesetzesrad“), beim Khao Khlang Nai
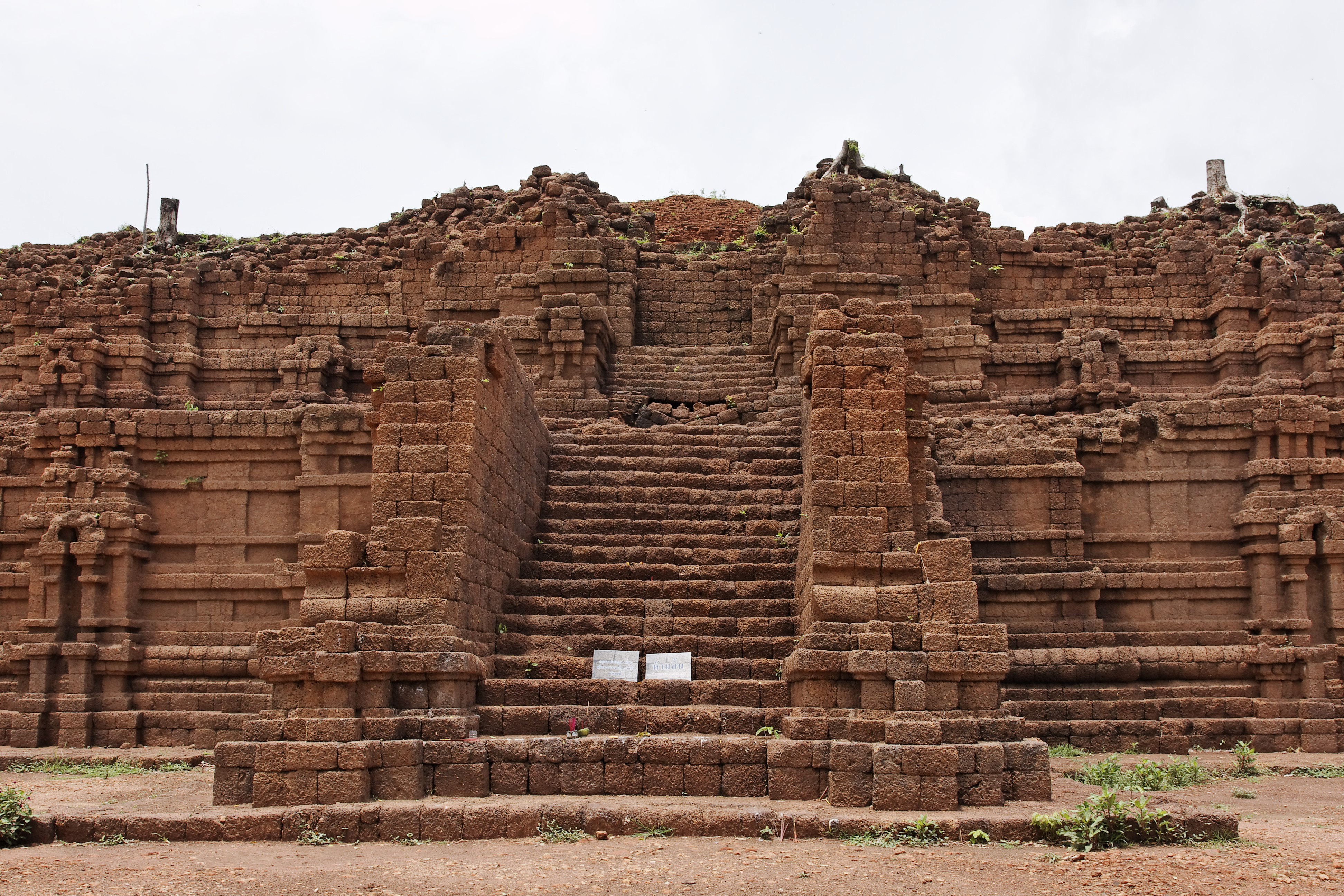
Khao Khlang Nok
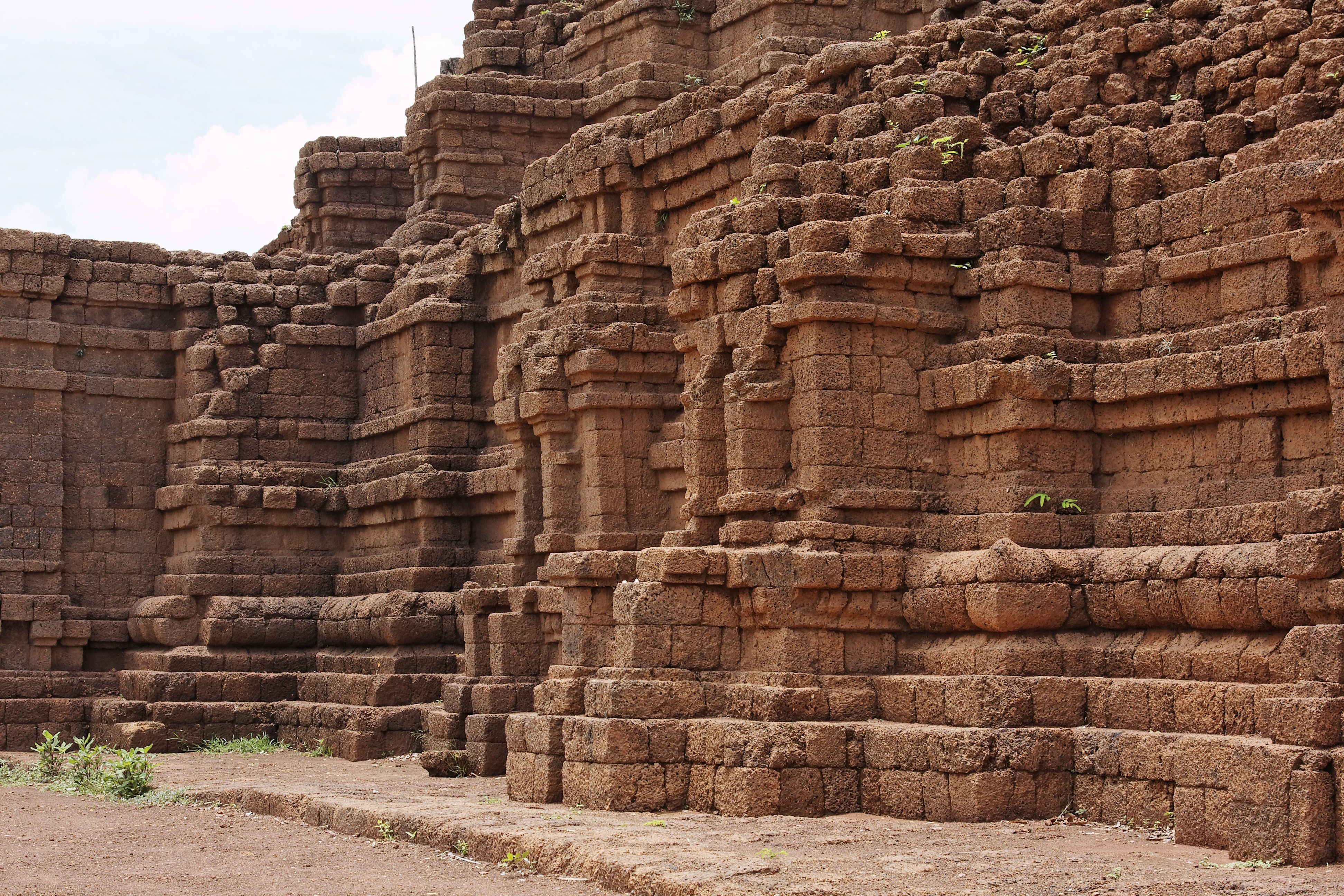
Khao Khlang Nok
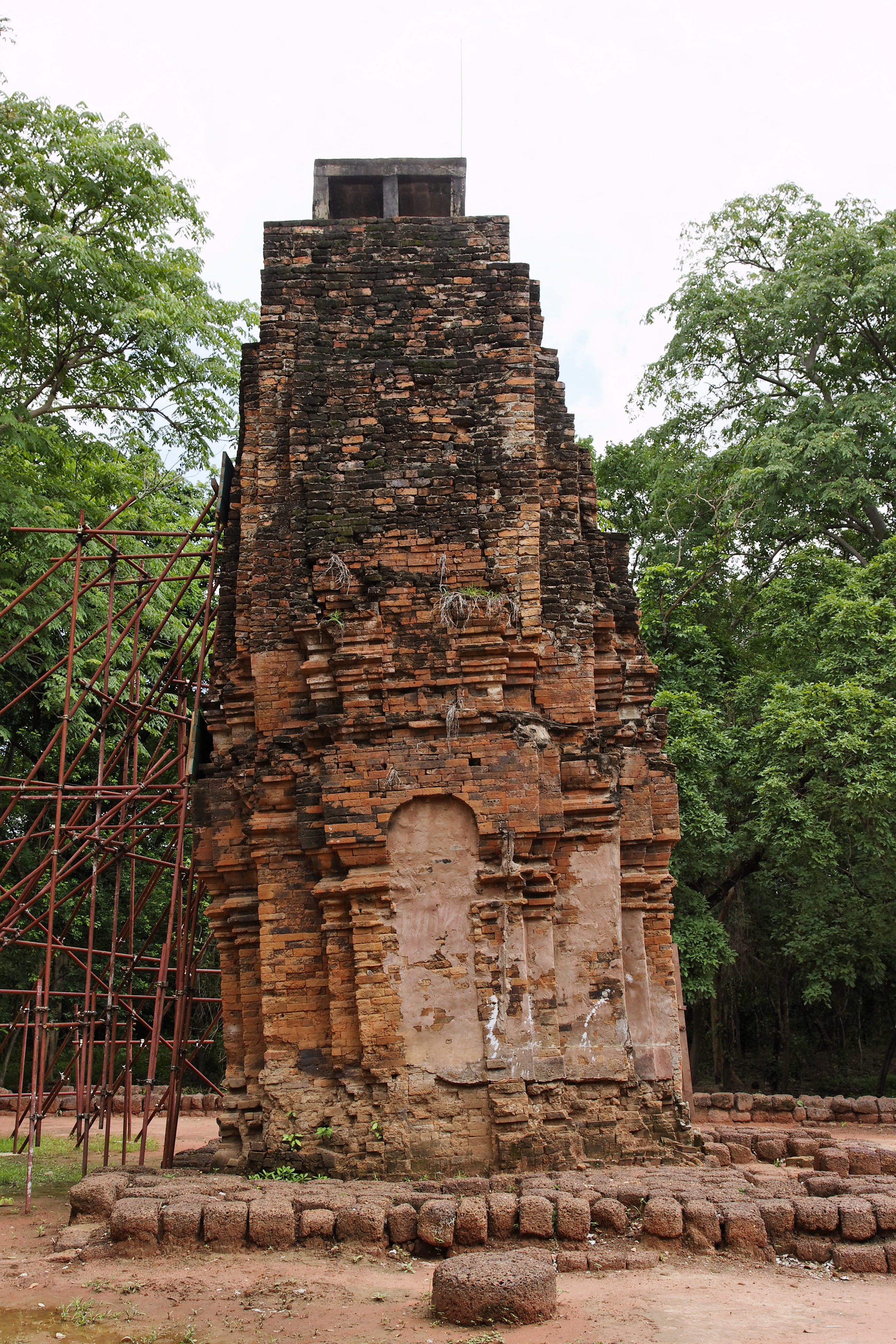
Prang Ruesi, vor dem Umbau 2009
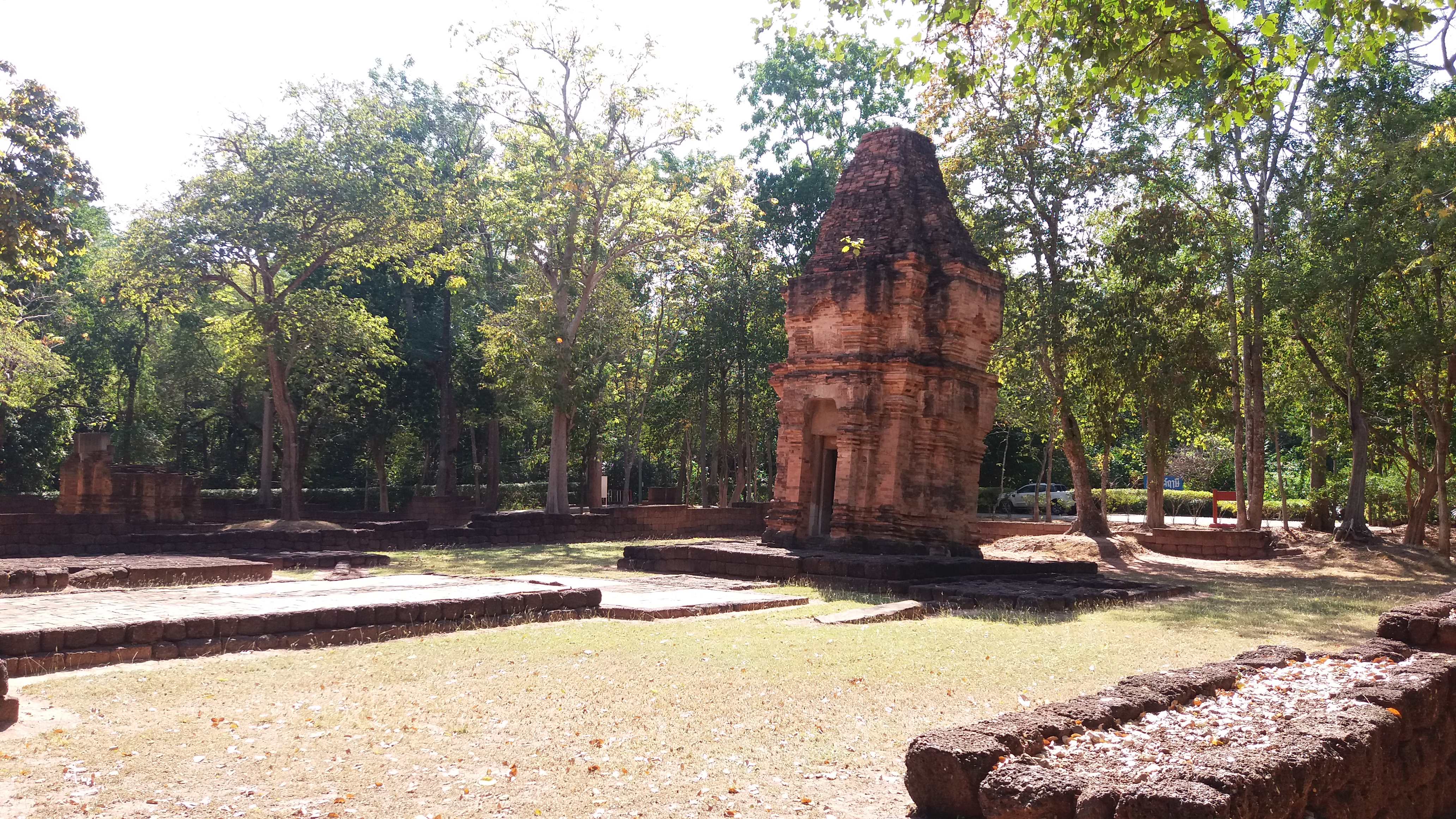
Prang Ruesi, nach dem Umbau 2009
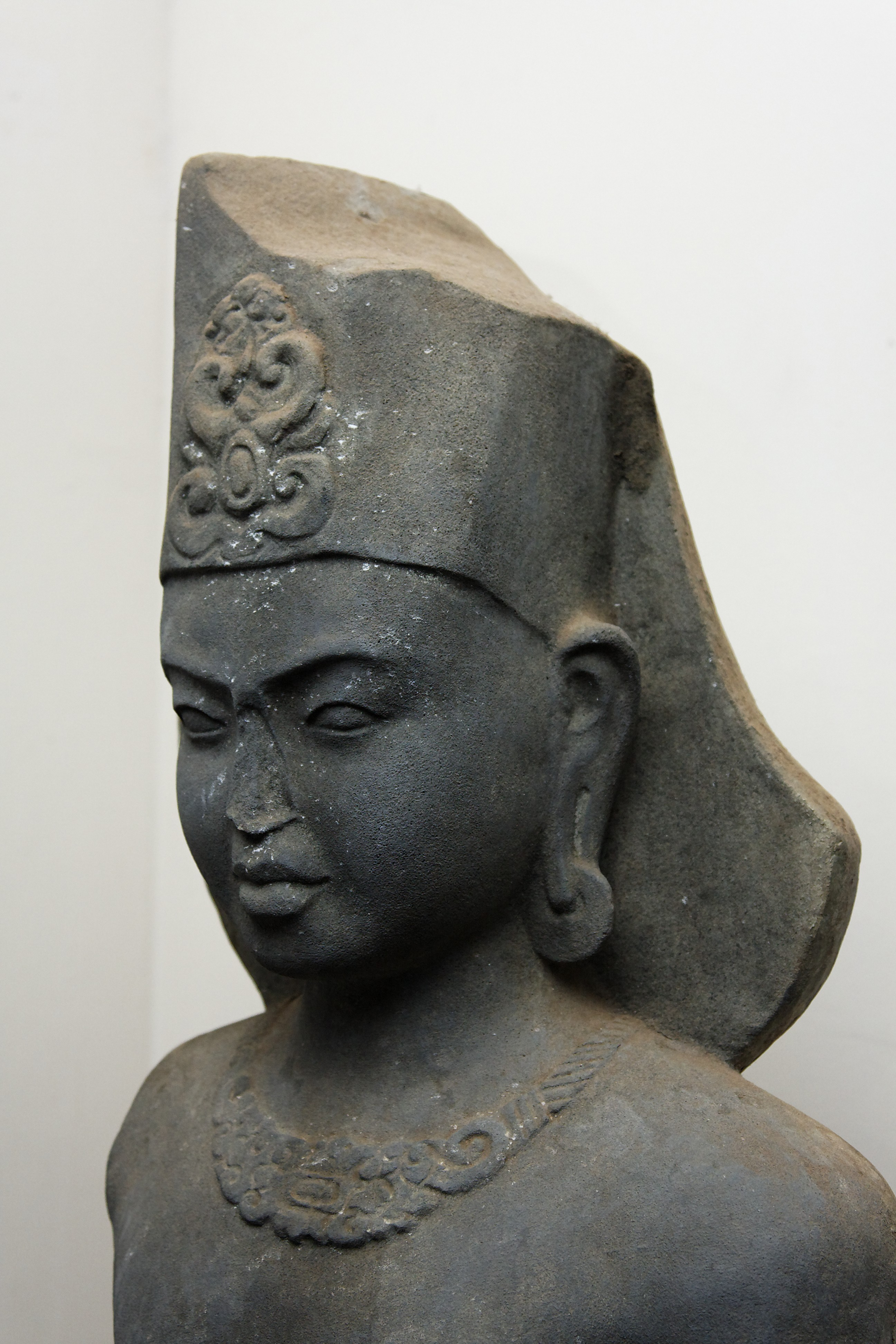
Surya-Statue im Parkmuseum (Kopie, Original im Nationalmuseum Bangkok)
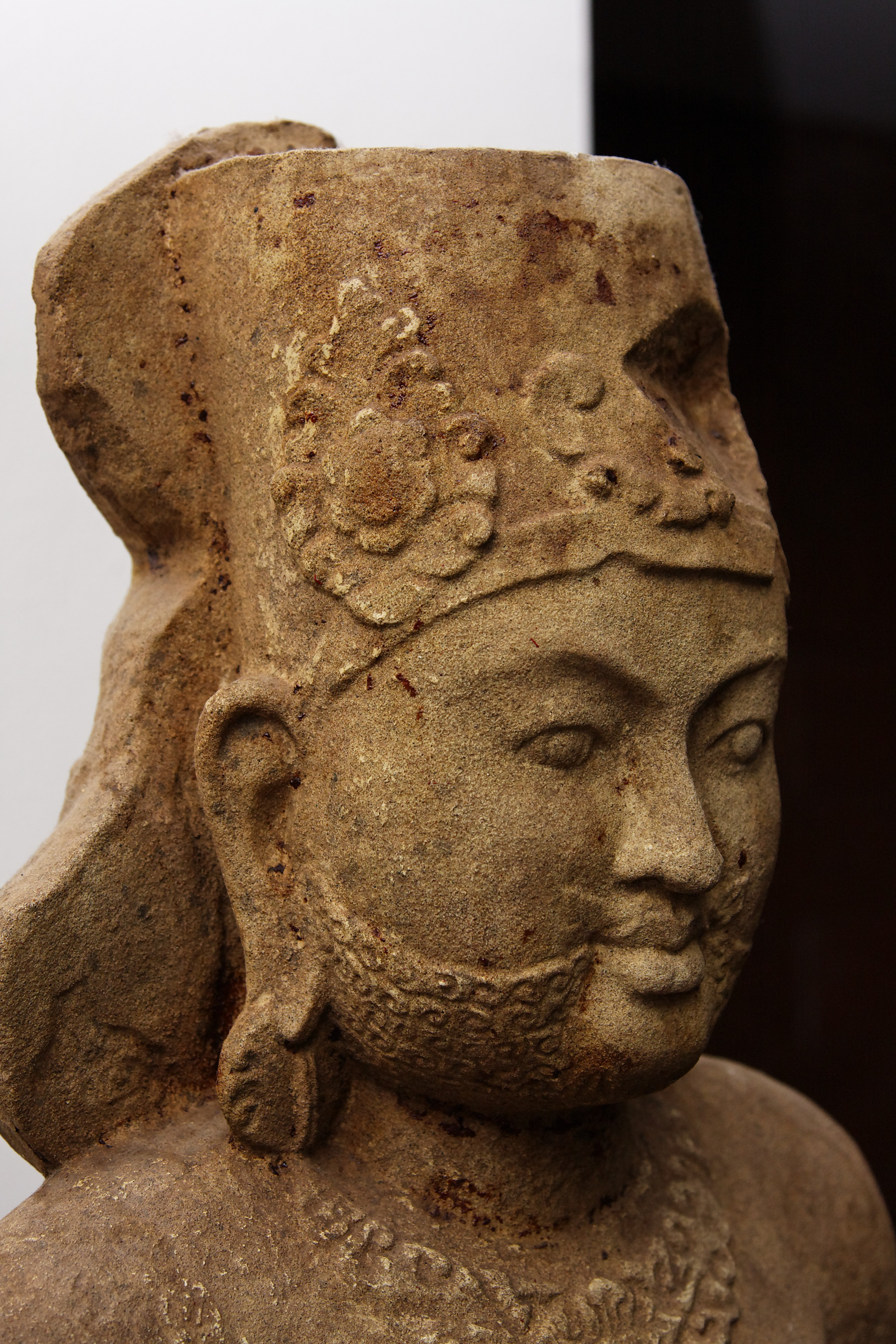
Surya-Statue im Parkmuseum, (Kopie, Original im Nationalmuseum Bangkok)

## Erhaltung
Am 25. Februar 2019 wurde bekannt, dass zwei der größten Ölbohrfirmen Thailands bei Si Thep ihre Suche nach Öl ausweiten wollten. Geplant war die Errichtung eines Bohrturms in nur 100 Meter Entfernung des Khao Khlang Nok Monuments. Gegen dieses Vorhaben formierte sich sofort Widerstand in der Bevölkerung, der akademischen Gemeinschaft und der Kulturbranche. In den Landkreisen (Amphoe) Si Thep und Wichian Buri werden bereits 95 Bohrtürme betrieben. Immer wieder wird über Umweltschäden und entsprechende Proteste der Bevölkerung berichtet.
Der Bau dieses Bohrturms kann, wegen fehlender rechtlicher Befugnis, durch das Fine Arts Department nicht verhindert werden. Die Bohrfirmen müssen einen Bericht über die Umweltverträglichkeit dem Amt für Rohstoff-, Umweltpolitik und -planung (ONEP) zur Genehmigung vorlegen.
Am 11. März 2019 informierte Generaldirektor Anandha Chuchoti vom Fine Arts Department, dass die Bohrfirmen das Projekt gestoppt hätten. Es sei nun geplant den Geschichtspark Si Thep zu erweitern und eine Pufferzone einzurichten, so dass die archäologischen Stätten besser geschützt werden könnten. Zudem würden Vorbereitungen laufen, um die Ruinenstadt Si Thep als Weltkulturerbe registrieren zu lassen.
Am 11. April 2019 reichte das Nationale Komitee von Thailand zur Welterbekonvention ihr Gesuch um Aufnahme des Geschichtsparks Si Thep als Weltkulturerbestätte an die UNESCO ein. Die UNESCO hat per 30. Juni 2019 den Geschichtspark Si Thep auf ihre Tentativliste („vorläufige Liste“) der Weltkulturerbestätten gesetzt. Thailand wurde aufgefordert weitere Dokumente einzureichen, aus denen der herausragende universelle Wert der Kulturstätten zu entnehmen ist. Am 19. September 2023 wurde die Anlage in das UNESCO-Weltkulturerbe aufgenommen.